# Polly Samson
Polly Samson és una periodista nascuda a Londres el 1962. És la dona del membre de Pink Floyd David Gilmour. Té un nen anomenat Charlie d'una relació anterior i tres més amb Gilmour: Joe, Gabriel i Romany Rose. Actualment viuen en una granja a West Sussex, Anglaterra.
Va coescriure amb el seu marit set títols de l'àlbum The Division Bell de Pink Floyd el 1994. És l'única dona que ha escrit temes per al grup Pink Floyd. També ha signat moltes de les lletres de On an Island, l'àlbum del guitarrista aparegut el 2006. És també la veu que se sent en la peça Smile, del mateix àlbum.

## Vida i carrera
El pare de Samson era Lance Samson (mort el 4 de febrer de 2013, editor de diaris i corresponsal diplomàtic del Morning Star. La seva mare era una escriptora d'ascendència xinesa, Esther Cheo Ying, que va escriure unes memòries, Black Country to Red China, sobre el seu temps com a comandant a l'Exèrcit Roig de Mao Zedong. El segon marit de la mare de Samson va ser el periodista britànic Alan Winnington.
Després d'una infància problemàtica, Samson es va unir a la indústria editorial, a través de la qual va conèixer l'escriptor Heathcote Williams amb qui es va relacionar sentimentalment durant la publicació del seu poema Whale Nation (1988). Samson va ser l'encarregada de donar a conèixer el que es va convertir en un volum més venut, malgrat la reticència de l'autor a promocionar la seva pròpia obra. Amb Williams va tenir el seu primer fill, Charlie. Després del seu naixement, Samson es va quedar sense llar i va ser acollida durant una temporada per la periodista Cassandra Jardine.
Després de separar-se de Williams, Samson va conèixer el cantant i guitarrista de Pink Floyd, David Gilmour, amb qui es va casar el 1994 durant la gira de Pink Floyd The Division Bell. El seu fill Charlie va ser adoptat per Gilmour i tenen tres fills més: Joe, Gabriel i Romany.
Samson ha escrit contes per a BBC Radio 4 i ha publicat una col·lecció, Lying in Bed (Virago 1999) i una novel·la, Out of the Picture (Virago 2000), a més de contribuir amb peces i històries a molts altres llibres i publicacions com Gas and Air (Bloomsbury 2003), Girls Night In (Harper Collins 2000), A Day in the Life (Black Swan 2003) i The Just When Stories (Beautiful Books 2010). La col·lecció de contes de Samson, Perfect Lives, va ser publicada el novembre de 2010 per Virago Press. La seva novel·la The Kindness es va publicar el 2015.
Samson està acreditada com a coguionista de set de les 11 cançons de The Division Bell, i, amb el crèdit retrospectiu concedit a Clare Torry per la seva veu a The Great Gig in the Sky, és una de les només dues dones coguionistes de qualsevol cançó de Pink Floyd. També va escriure lletres per a l'àlbum de Gilmour del 2006, On an Island, i va fer una aparició com a convidada al piano i la veu. Va contribuir amb la lletra de Louder than Words, l'única cançó de l'edició de 2014 de Pink Floyd, The Endless River, que conté alguna lletra cantada. Samson també ha contribuït amb lletres a la meitat dels temes de l'últim àlbum de Gilmour, Rattle That Lock (2015), alguns dels quals es van inspirar en Paradise Lost, un poema èpic de John Milton.
El 2018, Samson va ser nomenada membre de la Royal Society of Literature.

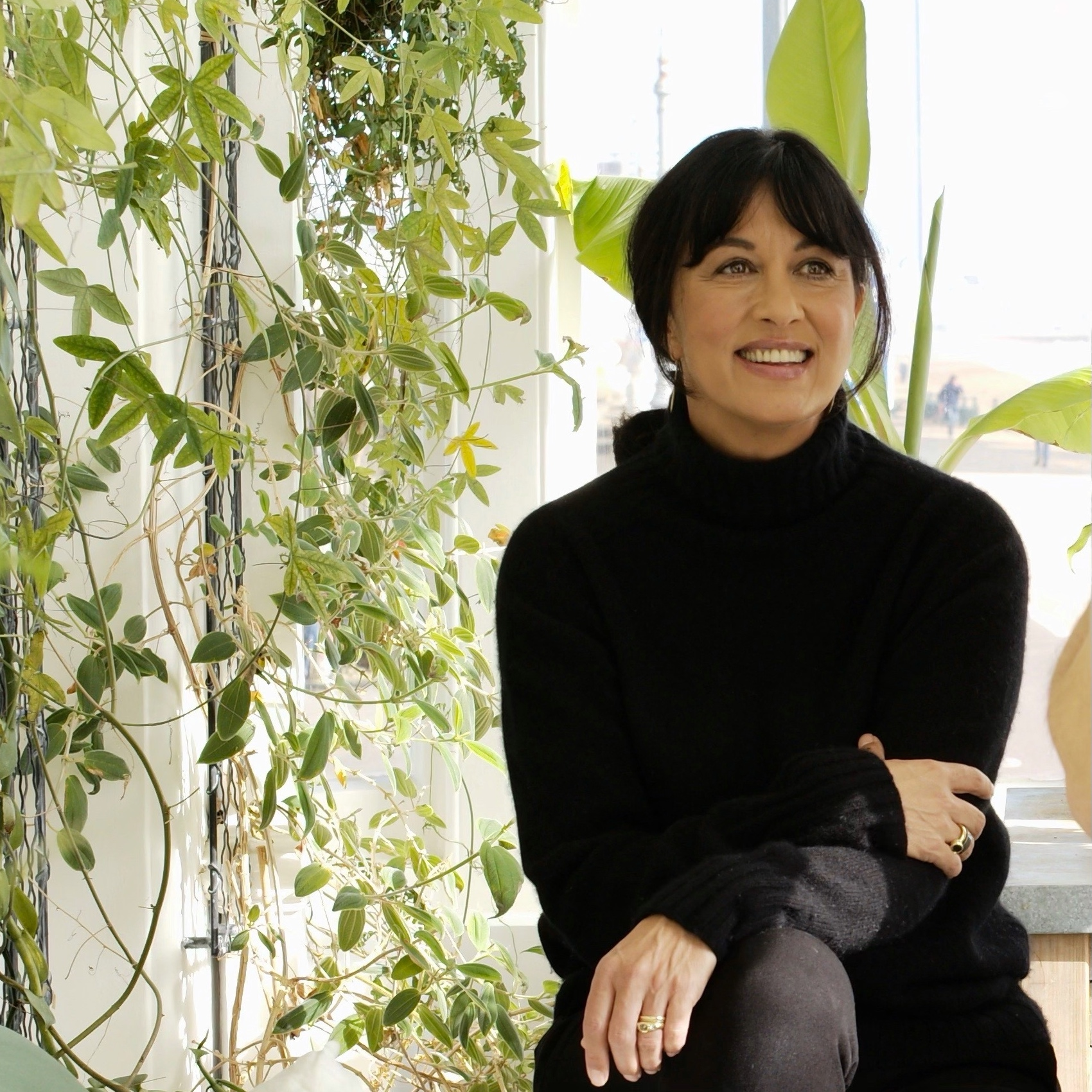
Samson el 2020

La novel·la de Samson, A Theatre For Dreamers, va ser publicada el 2 d'abril de 2020 per Bloomsbury Circus. La novel·la va entrar a la llista de bestsellers del Sunday Times al número dos.

El 6 de febrer de 2023. Samson va tuitejar al músic Roger Waters:
"Lamentablement, ets antisemita amb el teu nucli podrit. També un apologeta de Putin i un mentider, lladre, hipòcrita, evasor d'impostos, sincronitzador de llavis, misògin, malalt. -envejós, megalòman".
El seu marit David Gilmour va continuar escrivint:
"Totes les paraules son demostrablement certes".

## Treballs
- Lying in Bed – Virago Press Ltd, 2000; ISBN 1-86049-667-9
- Out of the Picture – Virago Press Ltd, 2001; ISBN 1-86049-864-7
- Perfect Lives – Virago Press Ltd, 2010; ISBN 1-86049-992-9
- The Kindness – Bloomsbury Publishing, 2015; ISBN 978-1632860675
- A Theatre For Dreamers – Bloomsbury Circus, 2020; ISBN 978-1526600554